# Richard Tomberg
Richard Tomberg, estonski general, * 1897, † 1982.